# 마루노우치역 (나고야시)
마루노우치역(일본어: 丸の内駅)은 일본 아이치현 나고야시 나카구에 위치한 철도역이다.

## 타는 곳
| 1 | ■ 쓰루마이 선   | 아카이케·도요타 시 방면             |
| 2 | ■ 쓰루마이 선   | 가미오타이·이누야마 방면            |
| 3 | ■ 사쿠라도리 선 | 이마이케·아라타마바시·도쿠시게 방면 |
| 4 | ■ 사쿠라도리 선 | 나고야·다이코도리 방면              |

## 역 주변
- 나고야 고등 재판소
- 나고야 가정 재판소
- 아이치 예술 문화 센터
- 아이치 현 산업 무역관
- 아이치 현 호국 신사
- 나고야 시 교통국
- 일본우정
- 중일신문사 본사
- 일본담배산업 나고야 지사
- 일본은행 나고야 지점
- 국도 제19호선·국도 제22호선

## 역사
- 1981년 11월 27일: 쓰루마이 선 영업 개시.
- 1989년 9월 10일: 사쿠라도리 선 영업 개시.
- 2011년
  - 2월 11일: manaca 사용 개시.
  - 3월 5일: 사쿠라도리 선 승강장의 스크린도어 사용 개시.

## 사진

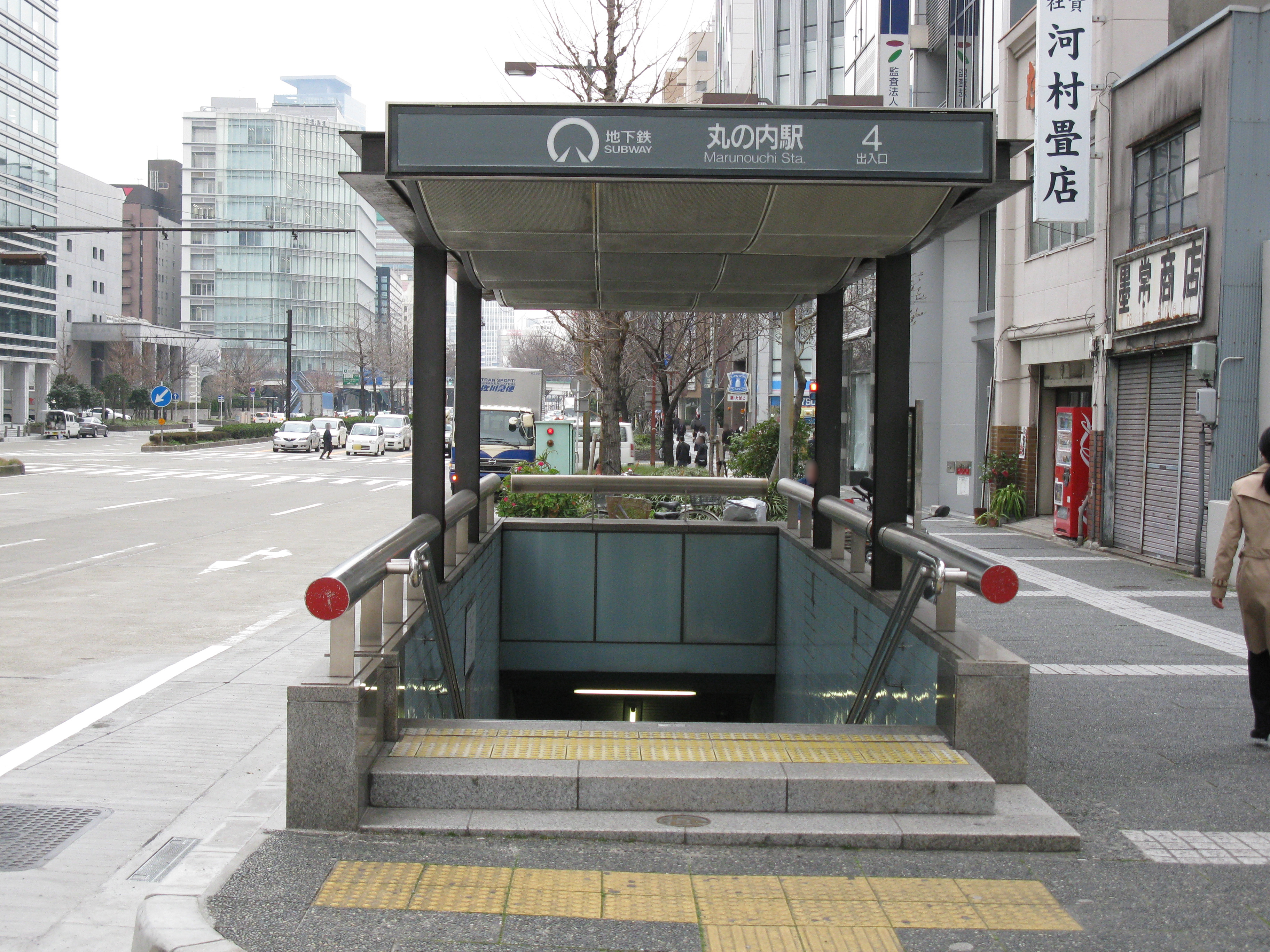
4번 출입구

## 인접역
| 나고야 지하철 ■ 쓰루마이 선 | 나고야 지하철 ■ 쓰루마이 선 | 나고야 지하철 ■ 쓰루마이 선 |
| --------------------------- | --------------------------- | --------------------------- |
| T 05 센겐초 가미오타이 방면 |                             | 후시미 T 07 아카이케 방면   |

| 나고야 지하철 ■ 사쿠라도리 선     | 나고야 지하철 ■ 사쿠라도리 선 | 나고야 지하철 ■ 사쿠라도리 선   |
| --------------------------------- | ----------------------------- | ------------------------------- |
| S 03 고쿠사이센터 다이코도리 방면 |                               | 히사야오도리 S 05 도쿠시게 방면 |